# أليكس جينيس
أليكس جينيس  (بالإنجليزية: Alex Gynes)‏ مواليد 3 فبراير 1989، هو لاعب كرة سلة أسترالي بدأ مسيرته الاحترافية في سنة 2011 ويحمل الرقم 10. يبلغ طوله 6 قدم 5 بوصة (2.0 م).